# Nazionale maschile under 19 di calcio dell'Italia
La nazionale di calcio dell'Italia Under-19 è la rappresentativa calcistica Under-19 nazionale dell'Italia ed è posta sotto l'egida della Federazione Italiana Giuoco Calcio. Nella gerarchia delle nazionali giovanili italiane è posta dopo la nazionale Under-20 e prima della nazionale Under-18.
La rappresentativa è sorta all'inizio della stagione 2001-2002, anno in cui il campionato europeo di calcio Under-18 è stato sostituito dal campionato europeo di calcio Under-19.
Da quel momento partecipa ai campionati europei di categoria, che ha vinto per due volte: nel 2003 e nel 2023.

## Struttura
Ogni stagione l'obiettivo di questa nazionale è di partecipare, attraverso il superamento di due fasi di qualificazione, al campionato europeo Under-19, manifestazione a cadenza annuale tenuta di solito a luglio, che negli anni pari qualifica le migliori nazionali europee al campionato mondiale Under-20 dell'anno successivo.

## Storia
La nazionale Under-19 italiana di calcio esordì nel 2001. 
Al campionato europeo del 2003 la squadra, guidata dal commissario tecnico Paolo Berrettini, batté in finale il Portogallo per 2-0, vincendo per la seconda volta il titolo europeo di categoria, dopo quello ottenuto nel 1958. Di quella squadra, tra gli altri, facevano parte Giorgio Chiellini, Alberto Aquilani, Raffaele Palladino e Giampaolo Pazzini.
Nel 2004 vinse la Coppa Sendai.
Dopo qualche anno di mancate qualificazioni alla fase finale, nel 2008 l'Under-19 si qualificò al campionato europeo in Repubblica Ceca, dove giunse in finale, persa per 3-1 contro la Germania. In questa edizione si misero in luce il portiere Fiorillo, i centrocampisti Raggio Garibaldi e Poli e l'attaccante Okaka.
Nel 2011 vinse il Valentin Granatkin Memorial.
Nel 2016 si qualificò per la finale del campionato europeo in Germania, dove fu battuta per 4-0 dalla Francia.
Nel 2018 raggiunse nuovamente la finale del campionato europeo in Finlandia, dove fu sconfitta per 4-3 dal Portogallo, che l’Italia aveva battuto qualche giorno prima per 3-2 nella fase a gironi.

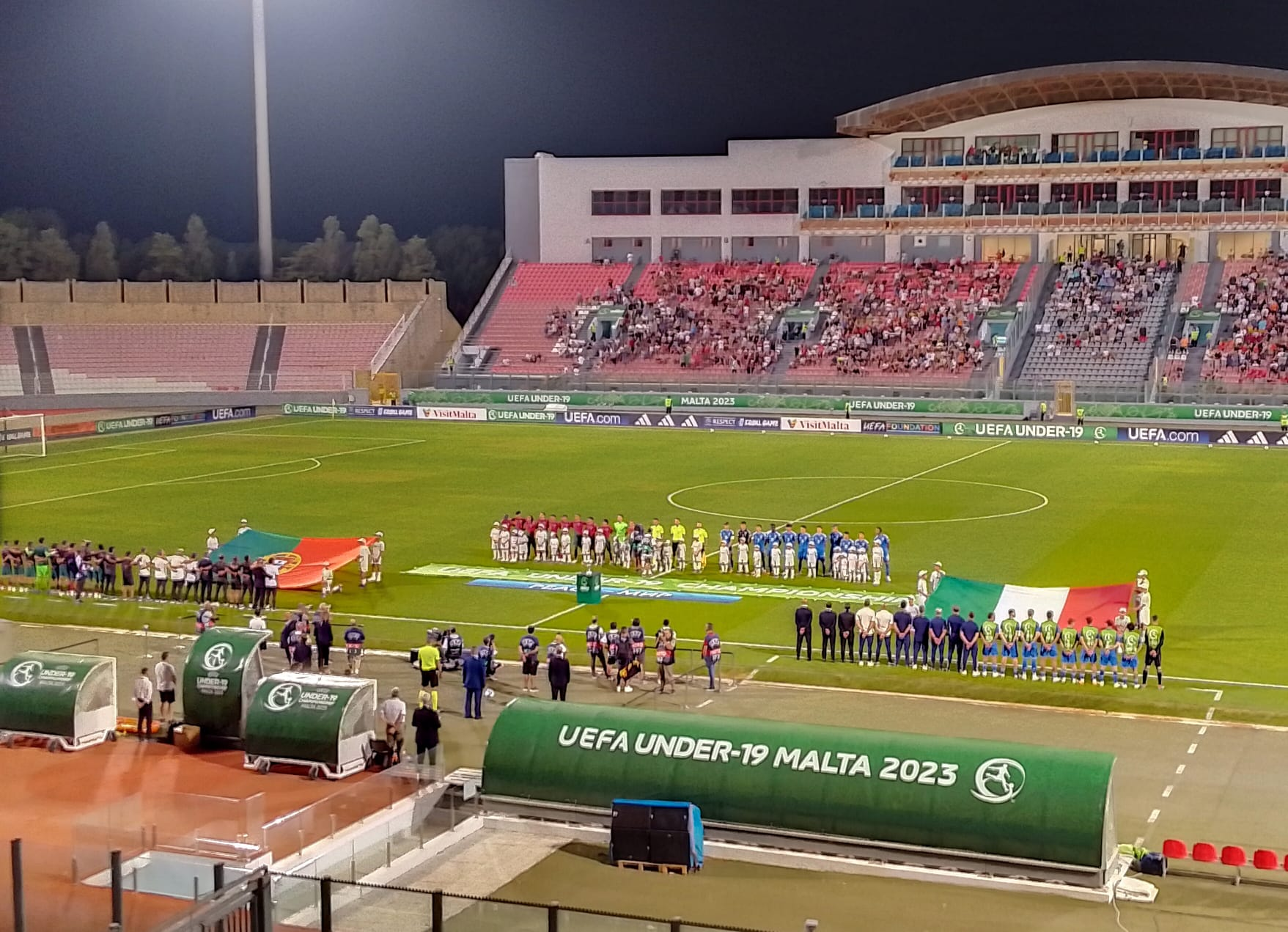
Portogallo e Italia nella finale dell'Europeo Under 19 nel 2023.

Semifinalista del campionato europeo del 2022, nel campionato europeo 2023, a Malta, l'Italia, sotto la guida di Alberto Bollini, vinse nuovamente il titolo, sconfiggendo in finale per 1-0 il Portogallo, con cui aveva perso per 5-1 nella fase a gironi.

## Palmarès
- Campionato europeo Under-19:

 2003, 2023
 2008, 2016, 2018
 (Semifinale) 2022

## Piazzamenti al campionato europeo Under-19
- 2002: Turno di qualificazione
- 2003: Campione
- 2004: Primo Turno - Fase Finale
- 2005: Fase Elite
- 2006: Turno di qualificazione
- 2007: Fase Elite
- 2008: Secondo posto
- 2009: Turno di qualificazione
- 2010: Primo Turno - Fase Finale
- 2011: Fase Elite
- 2012: Fase Elite
- 2013: Fase Elite
- 2014: Fase Elite
- 2015: Fase Elite
- 2016: Secondo posto
- 2017: Fase Elite
- 2018: Secondo posto
- 2019: Primo Turno - Fase Finale
- 2022: Semifinale
- 2023: Campione
- 2024: Semifinale

## Statistiche dettagliate sui tornei internazionali

### Europei U19
| Anno | Luogo            | Piazzamento     | V | N | P | Gol  |
| ---- | ---------------- | --------------- | - | - | - | ---- |
| 2002 | Norvegia         | Non qualificata | - | - | - | -    |
| 2003 | Liechtenstein    | Campione        | 4 | 1 | 0 | 10:2 |
| 2004 | Svizzera         | Primo turno     | 1 | 1 | 1 | 5:2  |
| 2005 | Irlanda del Nord | Non qualificata | - | - | - | -    |
| 2006 | Polonia          | Non qualificata | - | - | - | -    |
| 2007 | Austria          | Non qualificata | - | - | - | -    |
| 2008 | Rep. Ceca        | Secondo posto   | 2 | 2 | 1 | 7:7  |
| 2009 | Ucraina          | Non qualificata | - | - | - | -    |
| 2010 | Francia          | Primo turno     | 0 | 1 | 2 | 0:5  |
| 2011 | Romania          | Non qualificata | - | - | - | -    |
| 2012 | Estonia          | Non qualificata | - | - | - | -    |
| 2013 | Lituania         | Non qualificata | - | - | - | -    |
| 2014 | Ungheria         | Non qualificata | - | - | - | -    |
| 2015 | Grecia           | Non qualificata | - | - | - | -    |
| 2016 | Germania         | Secondo posto   | 2 | 2 | 1 | 5:7  |
| 2017 | Georgia          | Non qualificata | - | - | - | -    |
| 2018 | Finlandia        | Secondo posto   | 3 | 1 | 1 | 10:7 |
| 2019 | Armenia          | Primo turno     | 1 | 0 | 2 | 5:5  |
| 2022 | Slovacchia       | Semifinale      | 2 | 0 | 2 | 5:7  |
| 2023 | Malta            | Campione        | 3 | 1 | 1 | 10:8 |
| 2024 | Irlanda del Nord | Semifinale      | 2 | 0 | 2 | 7:5  |
| 2025 | Romania          | Non qualificata | - | - | - | -    |

## Commissari tecnici
- Luca Giannini (1993-1997)
- Paolo Berrettini (2000-2004)
- Francesco Rocca (2006-2008)
- Massimo Piscedda (2008-2010)
- Daniele Zoratto (2010-2011)
- Alberico Evani (2011-2013)
- Alessandro Pane (2013-2015)
- Paolo Vanoli (2015-2016)
- Paolo Vanoli e Roberto Baronio (2016)
- Roberto Baronio (2016-2017)
- Paolo Nicolato (2017-2018)
- Federico Guidi (2018-2019)
- Carmine Nunziata (2019)
- Alberto Bollini (2019-2020)
- Carmine Nunziata (2020-2022)
- Alberto Bollini (2022-2023)
- Bernardo Corradi (2023-2024)
- Alberto Bollini (2024-in carica)

## Rosa attuale
Lista dei 20 giocatori convocati dal selezionatore Alberto Bollini per il Campionato europeo di calcio Under-19 2025, organizzato in Romania dal 13 al 26 giugno.
Presenze e reti aggiornate al 15 gennaio 2025.
|  | P | Tommaso Martinelli  | 6 gennaio 2006   | 9  | -8 | Fiorentina        |  |  |
|  | P | Alessandro Longoni  | 31 gennaio 2008  | 0  | 0  | Milan Futuro      |  |  |
|  |   |                     |                  |    |    |                   |  |  |
|  | D | Gabriele Re Cecconi | 25 aprile 2006   | 0  | 0  | Inter             |  |  |
|  | D | Mike Aidoo          | 30 maggio 2005   | 0  | 0  | Inter             |  |  |
|  | D | Vittorio Magni      | 1º giugno 2006   | 14 | 0  | Milan Futuro      |  |  |
|  | D | Andrea Natali       | 28 gennaio 2008  | 6  | 0  | Bayer Leverkusen  |  |  |
|  | D | Riccardo Stlvanello | 24 aprile 2004   | 0  | 0  | Juventus Next Gen |  |  |
|  | D | Filippo Pagnucco    | 9 febbraio 2006  | 10 | 1  | Juventus          |  |  |
|  | D | Davide Ghislandi    | 16 giugno 2001   | 0  | 0  | Atalanta U23      |  |  |
|  |   |                     |                  |    |    |                   |  |  |
|  | C | Federico Coletta    | 29 maggio 2007   | 2  | 0  | Roma              |  |  |
|  | C | Mattia Liberali     | 6 aprile 2007    | 7  | 2  | Milan Futuro      |  |  |
|  | C | Flavio Paoletti     | 16 gennaio 2003  | 0  | 0  | Mantova           |  |  |
|  | C | Davide Balestrero   | 6 ottobre 1995   | 0  | 0  | Feralpisalò       |  |  |
|  | C | Emanuele Sala       | 28 novembre 2007 | 10 | 0  | Milan             |  |  |
|  | C | Lorenzo Venturino   | 22 giugno 2006   | 2  | 0  | Genoa             |  |  |
|  |   |                     |                  |    |    |                   |  |  |
|  | A | Francesco Camarda   | 10 marzo 2008    | 8  | 5  | Milan Futuro      |  |  |
|  | A | Davide Di Molfetta  | 23 giugno 1996   | 0  | 0  | Feralpisalò       |  |  |
|  | A | Leonardo Cerri      | 4 marzo 2003     | 0  | 0  | Carrarese         |  |  |
|  | A | Seydou Fini         | 2 giugno 2006    | 9  | 1  | Excelsior         |  |  |
|  | A | Mattia Mosconi      | 26 marzo 2007    | 5  | 1  | Inter             |  |  |

## Staff tecnico
- Commissario tecnico: Alberto Bollini
- Assistente allenatore: Christian Maggio
- Capo delegazione: Gianfranco Serioli
- Preparatore atletico: Valter Di Salvo (responsabile), Marco Montini
- Analista partita: Francesco Donzella
- Osservatori: Alessandro Musicco (coordinatore)
- Preparatore dei portieri: Gaetano Petrelli (coordinatore), Graziano Vinti
- Medici: Andrea Ferretti (responsabile), Paolo Manetti, Sebastiano Porcino, Andrea Redler
- Fisioterapisti: Tommaso Cannata, Giuliano Cepponi
- Analista partite: Marco Mannucci
- Nutrizionista: Maria Luisa Cravana
- Segretari: Luca Gatto